# Doğu Perinçek
Doğu Perinçek (Gaziantep, 17 de junio de 1942) es un líder socialista turco y presidente del Partido Patriótico.
A mediados de la década de 1960 se adhiere a la organización del Partido de los Trabajadores de Turquía (TİP). Doğu Perinçek funda en 1978 el Partido Obrero y Campesino de Turquía (Türkiye İşçi Köylü Partisi, TİKP). Su carrera política se vio interrumpida por el golpe militar de 1980 y la consecuente proscripción de su partido, pero en 1988 retorna a la actividad política dentro del Partido Socialista. 
Doğu Perinçek funda en 1993 el Partido de los Trabajadores (Turquía) (İşçi Partisi, İP), y toma para sí la presidencia del partido.
Su primera participación electoral tuvo lugar en los comicios legislativos de 2002, consiguiendo alrededor de 161.000 votos.